# Iván Valenciano
Pour les articles homonymes, voir Valenciano.
Iván Valenciano, né le 18 mars 1972 à Barranquilla (Colombie), est un footballeur colombien, qui évoluait au poste d'attaquant à l'Atlético Junior, à l'Atalanta Bergame, au CD Veracruz, à CA Monarcas Morelia, à l'Independiente Medellín, au Deportivo Unicosta, à l'Atlético Bucaramanga, au Deportivo Cali, au Real Cartagena, à l'Unión Magdalena au Deportes Quindío, au CD Olmedo, à Millonarios et à l'Alianza Petrolera ainsi qu'en équipe de Colombie.
Valenciano marque treize buts lors de ses vingt-neuf sélections avec l'équipe de Colombie entre 1991 et 2000. Il participe à la coupe du monde de football en 1994 et à la Copa América en 1991.

## Biographie
Surnommé El Bombardero, il évoluait au poste d'attaquant. C'est le second meilleur buteur de l'histoire du championnat colombien avec 217 réalisations, derrière Sergio Galván Rey.

## Carrière
- 1988-1992 : Atlético Junior
- 1992-1993 : Atalanta Bergame
- 1993-1996 : Atlético Junior
- 1996-1997 : CD Veracruz
- 1997-1999 : CA Monarcas Morelia
- 1999 : Atlético Junior
- 1999 : Independiente Medellín
- 2000 : Deportivo Unicosta
- 2000 : Atlético Bucaramanga
- 2001 : Deportivo Cali
- 2001 : SE Gama
- 2001-2003 : Real Cartagena
- 2003 : Unión Magdalena
- 2003-2004 : Deportes Quindío
- 2004 : CD Olmedo
- 2005 : Millonarios
- 2005 : Deportes Quindío
- 2006 : Atlético Junior
- 2006 : CD Olmedo
- 2007-2008 : Alianza Petrolera  [3]

## Palmarès

### En équipe nationale
- 29 sélections et 13 buts avec l'équipe de Colombie entre 1991 et 2000[4].
- Quatrième de la Copa América 1991.
- Participe au premier tour de la coupe du monde 1994.

### Avec l'Atlético Junior
- Vainqueur du Championnat de Colombie de football en 1993 et 1995.

### Distinctions personnelles
- Meilleur buteur du Championnat de Colombie de football en 1992, 1995 et 1996.